# Giang Trạch Dân
Giang Trạch Dân 
(chữ Anh: Jiang Zemin, chữ Trung phồn thể: 江澤民, chữ Trung giản thể: 江泽民, bính âm: Jiāng Zémín; 17 tháng 8 năm 1926 – 30 tháng 11 năm 2022), quê quán sinh trưởng tổ tiên của ông ở trấn Giang Loan, huyện Vụ Nguyên, tỉnh Giang Tây, nhưng ông ra đời ở thành phố cấp quận Dương Châu, tỉnh Giang Tô, Trung Quốc đại lục. Tháng 4 năm 1946, Giang Trạch Dân gia nhập Đảng Cộng sản Trung Quốc, tháng 6 năm 1989 ông trở thành hạt nhân lãnh đạo (leadership core) của tập thể lãnh đạo Trung ương đời thứ 3. Tháng 6 năm 1989 đến tháng 11 năm 2002 Giang đảm nhiệm Tổng thư kí Uỷ viên hội Trung ương Đảng Cộng sản Trung Quốc; tháng 11 năm 1989 đến tháng 9 năm 2004 đảm nhiệm Chủ tịch Quân uỷ Trung ương Đảng Cộng sản Trung Quốc . Tháng 3 năm 1990 đến tháng 3 năm 2005 đảm nhiệm Chủ tịch Quân uỷ Trung ương nước Cộng hoà Nhân dân Trung Hoa; tháng 3 năm 1993 đến tháng 3 năm 2003 đảm nhiệm Chủ tịch nước Cộng hoà Nhân dân Trung Hoa.
Giang Trạch Dân lên nắm quyền lãnh đạo sau sự kiện những cuộc phản kháng trên Quảng trường Thiên An Môn năm 1989, thay thế Triệu Tử Dương, người bị thanh trừng vì quá khoan dung với những người phản kháng, với chức vụ Tổng bí thư. Với ảnh hưởng ngày càng suy giảm của Đặng Tiểu Bình vì tuổi tác, Giang Trạch Dân đã thực sự trở thành "lãnh đạo tối cao" trong thập niên 1990. Dưới sự lãnh đạo của ông, Trung Quốc đã trải qua một giai đoạn phát triển bền vững với các cải cách, thu hồi một cách hoà bình Hồng Kông từ Anh Quốc và Ma Cao từ Bồ Đào Nha, và cải thiện các quan hệ với thế giới bên ngoài trong khi Đảng Cộng sản vẫn duy trì được sự kiểm soát chặt chẽ với chính phủ. Được biết đến là một trong những khuôn mặt chính trị lôi cuốn của Trung Quốc, Giang Trạch Dân bị chỉ trích vì quá cẩn thận với hình ảnh đời sống cá nhân, và quá nhún nhường trước Nga và Hoa Kỳ. Những lời chỉ trích cũng tập trung vào sự bất lực của Giang Trạch Dân trong việc duy trì kiểm soát trên nhiều vấn đề và sự bất công xã hội trong nhiệm kỳ của ông. Các thành viên Đảng Cộng sản Trung Quốc theo đường lối cứng rắn buộc tội Giang Trạch Dân là một lãnh đạo quá thiên cải cách, người đã hợp pháp hoá hoàn toàn cho chủ nghĩa tư bản. Đóng góp của ông vào học thuyết Marx, một danh sách các lý luận mang tính chỉ đạo theo đó Đảng Cộng sản Trung Quốc lãnh đạo nhà nước, được gọi là lý thuyết Thuyết Ba Đại Diện, đã được đưa vào điều lệ đảng và hiến pháp nhà nước.

## Tiểu sử và sự thăng tiến
Dòng họ ông, một khái niệm quan trọng trong xã hội truyền thống Trung Quốc, nằm tại thôn Giang (江村), huyện Tinh Đức (旌德县) Huy Châu (徽州) cũ, phía nam tỉnh An Huy, đây cũng là quê hương của một số học giả và trí thức nổi tiếng Trung Quốc. Giang Trạch Dân lớn lên trong những năm chiếm đóng của Nhật Bản. Chú ông, Giang Thế Hầu, một cán bộ của Đảng Cộng sản Trung Quốc hy sinh trong khi chiến đấu với quân Nhật, và được coi là một người tử vì đạo. Giang Trạch Dân vào Đại học Trung ương Quốc gia (国立中央大学) tại vùng Nam Kinh dưới sự chiếm đóng của quân Nhật trước khi chuyển sang Đại học Giao thông Thượng Hải. Ông tốt nghiệp năm 1947 với tấm bằng kỹ sư điện. Ông gia nhập Đảng Cộng sản Trung Quốc khi còn đang là sinh viên. Sau khi nước Cộng hoà Nhân dân Trung Hoa được thành lập, Giang Trạch Dân được đi học tại Nhà máy Ô tô Stalin ở Moskva trong thập niên 1950. Ông làm việc tại Xưởng ô tô thứ nhất tại Trường Xuân. Cuối cùng ông chuyển sang làm các công việc quản lý của chính phủ và bắt đầu thăng tiến, trở thành một thành viên Uỷ ban Trung ương Đảng Cộng sản, Bộ trưởng Công nghiệp Điện năm 1983. Năm 1985 ông trở thành Chủ tịch thành phố Thượng Hải, và sau đó là Bí thư thành uỷ Thượng Hải.
Khi còn là chủ tịch thành phố Giang Trạch Dân nhận được nhiều lời khen chê khác nhau. Nhiều lời chỉ trích cho rằng ông là một "bình hoa", một thuật ngữ Trung Quốc được dùng để miêu tả người chỉ có chức vụ nhưng vô tích sự. Nhiều người cho rằng sự phát triển của Thượng Hải trong thời gian này là công của Chu Dung Cơ . Giang Trạch Dân là người tuyệt đối trung thành với Đảng, trong giai đoạn này, giữa các cuộc cải cách kinh tế của Đặng Tiểu Bình. Trong một nỗ lực nhằm kiềm chế những sinh viên bất bình năm 1986, Giang Trạch Dân đã viện dẫn Bài diễn văn Gettysburg bằng tiếng Anh trước một nhóm sinh viên phản kháng.
Giang Trạch Dân được miêu tả là người có khả năng nói tạm đủ nhiều ngoại ngữ, gồm tiếng Rumani, tiếng Nga, và tiếng Anh. Một trong những sở thích của ông là tiếp đón các vị khách nước ngoài với những cuộc nói chuyện nhỏ về văn học và nghệ thuật bằng ngôn ngữ của họ, ngoài ra còn hát những bài hát ngoại quốc bằng nguyên ngữ. Ông trở nên thân thiết với Allen Broussard, vị thẩm phán người Mỹ gốc Phi tới thăm Thượng Hải năm 1987.
Giang bắt đầu thăng tiến trong hệ thống chính trị quốc gia năm 1987, tự động trở thành một thành viên Bộ chính trị Ban chấp hành Trung ương Đảng Cộng sản Trung Quốc vì theo truyền thống vị Bí thư thành uỷ Thượng Hải đương nhiên có chân trong Bộ chính trị. Năm 1989, Trung Quốc đối mặt với cuộc khủng hoảng vì những cuộc phản kháng trên Quảng trường Thiên An Môn, và Chính phủ Trung ương đang bối rối trước việc giải quyết cuộc khủng hoảng đó. (Chính sách mở cửa, do Đặng Tiểu Bình đưa ra, đã chứng tỏ là một điểm quan trọng và khôn ngoan trong lịch sử hiện đại Trung Quốc, giúp kinh tế phát triển ở mức độ đáng kinh ngạc trong nhiều thập kỷ.) Tháng 6, Đặng Tiểu Bình bãi chức nhân vật theo đường lối tự do Triệu Tử Dương, người bị cho là có đường lối quá ôn hoà trước các sinh viên phản kháng. Ở thời điểm đó, Giang Trạch Dân là Bí thư thành uỷ Thượng Hải, khu vực hàng đầu của trung tâm kinh tế mới Trung Quốc. Trong một vụ việc với World Economic Herald, Giang Trạch Dân đã cho đóng cửa tờ báo này, lên án nó gây nguy hại. Việc xử lý vụ khủng hoảng ở Thượng Hải đã được Bắc Kinh chú ý, và vị lãnh đạo tối cao khi ấy là Đặng Tiểu Bình. Khi các cuộc phản kháng leo thang và vị Tổng thư ký Đảng cộng sản khi ấy là Triệu Tử Dương bị cách chức, Giang Trạch Dân được giới lãnh đạo Đảng chọn làm ứng cử viên thay cho Lý Thụy Hoàn ở Thiên Tân, Thủ tướng Lý Bằng, Trần Vân, và những vị lãnh đạo già cả khác để trở thành Tổng bí thư. Ở thời điểm đó ông bị coi là ứng cử viên không thích hợp. Trong vòng ba năm, Đặng Tiểu Bình đã chuyển hầu hết quyền lực trong Đảng, Nhà nước và quân đội vào tay Giang Trạch Dân.

## Những năm đầu nắm quyền
Giang Trạch Dân leo lên chức vụ cao nhất nước năm 1989 với một căn cứ quyền lực hậu thuẫn khá nhỏ trong Đảng, và vì thế, có ít quyền hành thực sự. Ông chỉ đơn giản được cho là một nhân vật chuyển tiếp tạm thời trước khi một chính phủ kế tục và ổn định hơn của Đặng Tiểu Bình xuất hiện. Các nhân vật nổi bật khác trong Đảng và Quân đội như Dương Thượng Côn và người em trai cùng cha khác mẹ Dương Bạch Băng được cho là đang lên kế hoạch một cuộc đảo chính. Giang Trạch Dân đã dùng Đặng Tiểu Bình làm hậu thuẫn cho mình trong những năm đầu cầm quyền. Vốn được coi là người có quan điểm tân bảo thủ, Giang Trạch Dân đã cảnh báo chống lại "tự do hoá tư sản". Tuy nhiên, Đặng Tiểu Bình cho rằng phương pháp duy nhất để Đảng Cộng sản tiếp tục nắm quyền cai trị trên toàn Trung Quốc là tiếp tục con đường cải cách kinh tế và hiện đại hoá, và vì thế có quan điểm trái ngược Giang Trạch Dân.
Đặng Tiểu Bình đã làm gia tăng lời chỉ trích sự lãnh đạo của Giang Trạch Dân năm 1992. Trong chuyến đi thăm phương nam, ông đã khôn khéo gợi ý rằng tốc độ cải cách còn chưa đủ nhanh, và giới "lãnh đạo trung ương" (như Giang Trạch Dân) phải chịu trách nhiệm chính. Giang Trạch Dân trở nên cẩn thận hơn và hoàn toàn tuân thủ các cải cách của Đặng Tiểu Bình. Năm 1993, Giang Trạch Dân đưa ra thuật ngữ mới "Kinh tế Thị trường Xã hội chủ nghĩa", một tuyên bố bề ngoài có vẻ nghịch lý, để chuyển nền kinh tế kế hoạch hoá tập trung của Trung Quốc sang một nền kinh tế thị trường tư bản có sự quản lý của nhà nước. Đây là một bước tiến vĩ đại của chủ trương "Chủ nghĩa xã hội mang màu sắc Trung Quốc" của Đặng Tiểu Bình. Cùng lúc ấy, sau khi đã lấy được lòng tin của Đặng Tiểu Bình, Giang Trạch Dân bổ nhiệm nhiều người thân tín ở Thượng Hải vào các chức vụ trong chính phủ. Ông xoá bỏ Uỷ ban Cố vấn Trung ương, một cơ quan cố vấn gồm các vị lãnh đạo cách mạng già cả nhằm tập trung quyền lực. Giang Trạch Dân nắm chức Chủ tịch Quân uỷ Trung ương năm 1989, sau khi đã được bầu làm Chủ tịch nước Cộng hoà Nhân dân Trung Hoa tháng 3 năm 1993.

## Chức Chủ tịch nước

### Đặng Tiểu Bình mất
Đặng Tiểu Bình mất đầu năm 1997, và Trung Quốc, dần phát triển từ các cuộc cải cách từ thời Đặng Tiểu Bình với sự ổn định khá vững chắc trong thập niên 1990, phải đối mặt với các vấn đề kinh tế và xã hội. Tại lễ tang Đặng Tiểu Bình, Giang Trạch Dân đọc bài ca ngợi chính thức, với cả những giọt nước mắt mà nhiều người Trung Quốc coi là giả dối. Giang Trạch Dân đã thừa hưởng một đất nước Trung Quốc với tình trạng tham nhũng nặng nề, các nền kinh tế địa phương phát triển quá nhanh cho sự ổn định của toàn thể đất nước. Ý tưởng của Đặng rằng "một số vùng có thể trở nên giàu có trước các vùng khác" đã khiến hố sâu ngăn cách giàu nghèo giữa các vùng ven biển và vùng nội địa càng rộng. Sự phát triển kinh tế thần kỳ đương nhiên dẫn tới tình trạng nhiều doanh nghiệp nhà nước (SOE) phải bị đóng cửa, tỷ lệ thất nghiệp lên tới 40% tại một số vùng thành thị. Các thị trường chứng khoán lên xuống bất thường. Tỷ lệ di cư từ nông thôn tới các vùng thành thị lớn chưa từng thấy và chính phủ không làm được gì nhiều để giảm hố sâu ngăn cách về kinh tế giữa thành thị và nông thôn. Các báo cáo chính thức về phần trăm GDP của Trung Quốc bị mất đi do các quan chức tham nhũng lên tới 10%. Một môi trường hỗn loạn các phiếu nợ bất hợp pháp do các quan chức dân sự và quân sự phát hành đã khiến đa số các tài sản bị tham nhũng được chuyển ra nước ngoài. Mức độ tham nhũng đã quay trở lại, nếu không nói là vượt quá so với tình trạng thời kỳ Quốc dân Đảng cầm quyền hồi thập niên 1940. Tỷ lệ tội phạm tăng vọt và sự tái xuất hiện của tội phạm có tổ chức bắt đầu trở thành tai hoạ tại các thành phố. Tình trạng phá hoại môi trường tự do càng khiến giới trí thức lo ngại và lên tiếng cảnh báo. Mục tiêu lớn nhất của Giang Trạch Dân trong điều hành kinh tế là sự ổn định, và ông tin rằng một chính phủ ổn định với quyền lực tập trung trung ương cao độ là điều kiện tiên quyết, chấp nhận trì hoãn cải cách chính trị, vốn là nguyên nhân gây ra rất nhiều vấn đề. Giang Trạch Dân tiếp tục rót vốn để phát triển các Vùng Kinh tế Đặc biệt và các vùng ven biển.
Giang Trạch Dân được cho là vị lãnh đạo Trung Quốc đầu tiên thực sự biết sử dụng truyền hình để tăng cường hình ảnh cá nhân, giành được tiếng là người có sức lôi cuốn, dù không phải tuyệt đối. Bắt đầu từ năm 1996, Giang đưa ra một loạt các biện pháp cải cách với giới truyền thông đang thuộc quyền quản lý của nhà nước, với mục đích tăng cường "hạt nhân lãnh đạo" dưới quyền mình, và cùng lúc ấy đàn áp một số đối thủ chính trị. Việc tăng cường hình ảnh cá nhân trên các phương tiện truyền thông không được tán thành ở thời Đặng Tiểu Bình, và cũng không hề có ở thời Mao Trạch Đông và Hoa Quốc Phong hồi cuối thập niên 1970. Trên tờ Nhân dân Nhật Báo và bản tin lúc 7 giờ sáng của CCTV-1 đều có các sự kiện liên quan tới Giang, việc này kéo dài cho tới khi Hồ Cẩm Đào đưa ra những thay đổi trong quản lý truyền thông năm 2006. Ông xuất hiện bất ngờ trước truyền thông phương Tây và có một cuộc phỏng vấn chưa từng có tiền lệ với nhà báo Mike Wallace của kênh CBS năm 2000 tại Bắc Đới Hà. Giang Trạch Dân thường sử dụng tiếng nước ngoài trước các ống kính truyền thông phương tây, dù không phải lúc nào cũng trôi chảy. Trong một cuộc gặp với một phóng viên Hồng Kông năm 2000 về hành động rõ ràng kiểu "mệnh lệnh triều đình" của chính phủ trong việc ủng hộ Đổng Kiến Hoa tranh cử chức Chủ tịch Hành pháp Hồng Kông, Giang Trạch Dân đã gọi các nhà báo Hồng Kông một cách bất lịch sự là "too simple, sometimes naive" (quá đơn giản, thỉnh thoảng ngờ nghệch) bằng tiếng Anh. Sự kiện này đã được phát trên truyền hình Hồng Kông buổi tối hôm đó, và bị coi là một scandal ở bên ngoài Trung Quốc.
Từ năm 1999, truyền thông cũng đóng một vai trò trung gian trong việc dẹp loạn Pháp Luân Công, được cho là một hành động dưới sự chỉ đạo trực tiếp của chính Giang, và bị chỉ trích mạnh mẽ ở phương Tây. Giang Trạch Dân được cho là đã xung đột với vị Thủ tướng khi ấy là Chu Dung Cơ về việc xử lý phong trào tinh thần phát triển nhanh chóng này. Giang cũng cho bắt giữ những người điều phối và dẹp tan các vụ biểu tình, dù có nhiều hành động phản kháng từ các nhóm nhân quyền. Ông cũng là bị đơn của nhiều cuộc kiện tụng liên quan tới vấn đề này.

### Chính sách đối ngoại
Giang Trạch Dân cũng đã bị chỉ trích bên trong Trung Quốc vì quá khoan nhượng với Hoa Kỳ và Nga. Ông đã tiến hành một chuyến Viếng thăm cấp nhà nước bất ngờ tới Hoa Kỳ năm 1997, có nhiều người đã phản đối từ Phong trào Độc lập Tây Tạng cho tới những người thực hành Pháp Luân Công. Giang Trạch Dân đã đọc một bài diễn văn tại Đại học Harvard, một phần bằng tiếng Anh, nhưng vẫn không tránh khỏi các câu hỏi về dân chủ và tự do. Trong cuộc gặp thượng đỉnh chính thức với Tổng thống Hoa Kỳ Bill Clinton, giọng điệu ngoại giao đã mềm mỏng hơn khi Giang Trạch Dân và Clinton cùng đề cập tới những lập trường chung và tránh đi các bất đồng. Clinton tới thăm Trung Quốc tháng 2 năm 1999, và nói rằng Trung Quốc cùng Hoa Kỳ là đối tác chứ không phải hai đối thủ. Khi khối NATO do Hoa Kỳ đứng đầu ném bom đại sứ quán Trung Quốc tại Belgrade năm 1999, Giang Trạch Dân dường như đã chuẩn bị một lập trường cứng rắn để thể hiện trong nước nhưng trên thực tế ông chỉ đưa ra những hành động phản kháng mang tính biểu tượng. Một hành động tương tự diễn ra khi một chiếc máy bay do thám của Mỹ va chạm với một chiếc máy bay phản lực Trung Quốc, khiến viên phi công Trung Quốc thiệt mạng. Giang Trạch Dân đã cho phép phi hành đoàn chiếc máy bay Mỹ ở tại một khách sạn sang trọng tại Hải Nam, và thả họ ba ngày sau đó mà không yêu cầu bất kỳ khoản bồi thường thiệt hại nào. Đa phần chính sách đối ngoại của Giang Trạch Dân chú trọng tới thương mại quốc tế chứ không phải hội nhập kinh tế. Là một người bạn của cựu Thủ tướng Canada Jean Chretien Giang Trạch Dân đã tăng cường vị thế kinh tế của Trung Quốc ở nước ngoài, tìm cách thiết lập quan hệ thân thiện với các quốc gia có nền thương mại tiếp giáp với nền kinh tế Mỹ.

### Phát triển kinh tế
Giang Trạch Dân không có chuyên môn về kinh tế, và vào năm 1997 đã giao nhiệm vụ điều hành kinh tế đất nước cho Chu Dung Cơ, người đã trở thành Thủ tướng, và tiếp tục giữ chức này trong suốt cuộc Khủng hoảng Tài chính châu Á. Dưới sự lãnh đạo chung của họ, Lục địa Trung Quốc đã duy trì được mức tăng trường GDP 8% mỗi năm, đạt được mức tăng trưởng kinh tế trên đầu người cao nhất so với các nền kinh tế lớn trên thế giới, khiến thế giới phải kinh ngạc về tốc độ tăng trưởng này. Điều này có được chủ yếu nhờ sự tiếp nỗi quá trình chuyển tiếp sang một nền kinh tế thị trường. Tuy nhiên, các nhà kinh tế, buộc tội Giang đã tạo ra một nền kinh tế bong bóng có thể bùng nổ bất kỳ lúc nào. Tuy nhiên, việc kiểm soát chặt chẽ kinh tế của chính phủ vẫn tiếp diễn, khi Giang Trạch Dân không ngừng tập trung quyền lực. Thành quả trong thời kỳ cầm quyền của Giang càng tăng với việc Trung Quốc gia nhập thành công vào Tổ chức Thương mại Thế giới và Bắc Kinh giành quyền đăng cai Olympics Mùa hè năm 2008.

### Thuyết Ba Đại Diện
Nội dung Thuyết Ba đại điện: Đảng cộng sản Trung Quốc đại diện cho lực lượng sản xuất tiên tiến, đại diện nền văn hóa tiên tiến và đại diện lợi ích của đông đảo nhân dân Trung Quốc.
Trước khi chuyển giao quyền lực cho thế hệ lãnh đạo trẻ hơn, Giang Trạch Dân đã đưa Thuyết Ba Đại Diện của mình vào trong Điều lệ Đảng, cùng với Chủ nghĩa Mác Lênin, Tư tưởng Mao Trạch Đông, và Học thuyết Đặng Tiểu Bình Tại đại hội thứ 16 Đảng Cộng sản Trung Quốc năm 2002. Dù trái ngược với Chủ nghĩa Mao và Chủ nghĩa Mác ở một số khía cạnh, nó cũng được đưa vào trong Hiến pháp Trung Quốc. Những người chỉ trích tin rằng đây chỉ là một phần trong sự thần thánh hoá cá nhân Giang, những người khác coi việc áp dụng học thuyết là tư tưởng dẫn đường trong việc lãnh đạo tương lai của Đảng Cộng sản Trung Quốc. Học thuyết Ba Đại diện được nhiều nhà phân tích chính trị coi là nỗ lực của Giang Trạch Dân nhằm mở rộng các Nguyên tắc Mác xít Lêninít, và vì thế đưa ông lên ngang tầm với những triết gia Mác xít Trung Quốc thời trước như Mao Trạch Đông và Đặng Tiểu Bình.

## Rút lui khỏi quyền lực
Năm 2002, Giang Trạch Dân rời khỏi Ban Thường trực Bộ chính trị Đảng Cộng sản Trung Quốc nhường đường cho một "thế hệ lãnh đạo thứ tư" đứng đầu là Hồ Cẩm Đào, đánh dấu sự khởi đầu quá trình chuyển tiếp quyền lực kéo dài trong vài năm. Hồ Cẩm Đào lên nắm chức vụ lãnh đạo Đảng, trở thành Tổng bí thư Đảng Cộng sản. Sáu trong số chín thành viên mới Ban Thường trực ở thời điểm ấy được coi là một phần trong cái gọi là "Nhóm Thượng Hải" của Giang, đáng chú ý nhất là vị Phó Chủ tịch Tăng Khánh Hồng và Phó Thủ tướng Hoàng Cúc.
Dù vậy Giang Trạch Dân vẫn giữ chức chủ tịch cơ quan đầy quyền lực là Quân uỷ Trung ương, đa số các thành viên cơ quan này là các sĩ quan quân đội chuyên nghiệp. Liberation Army Daily (Nhật Báo Quân đội Giải phóng), một tờ báo được cho là đại diện cho các quan điểm của đa số quân đội Trung Quốc, ngày 11 tháng 3 năm 2003 đã có một bài trích dẫn hai đại biểu quân đội nói, "Có một trung tâm được gọi là 'trung thành', trong khi hai trung tâm sẽ dẫn tới 'các vấn đề.'" Điều này được hiểu là một lời chỉ trích nỗ lực của Giang nhằm thực hiện quyền lãnh đạo đối với Hồ Cẩm Đào theo mô hình của Đặng Tiểu Bình.
Hồ Cẩm Đào kế tục Giang Trạch Dân làm Chủ tịch nước Cộng hoà Nhân dân Trung Hoa ngày 15 tháng 3 năm 2003. Trước sự ngạc nhiên của nhiều nhà quan sát, bằng chứng về sự ảnh hưởng kéo dài của Giang Trạch Dân trên chính sách bỗng biến mất khỏi truyền thông. Giang Trạch Dân rõ ràng đã giữ im lặng trong cuộc khủng hoảng dịch SARS, đặc biệt rõ khi so sánh với Hồ Cẩm Đào và Ôn Gia Bảo. Đã có những tranh luận cho rằng các thoả thuận về định chế được đưa ra sau Đại hội đảng lần thứ 16 khiến Giang chỉ có một vị trí không còn nhiều ảnh hưởng nữa. Dù nhiều thành viên Ban Thường trực Bộ chính trị là đồng minh của ông, Ban Thường trực không có chức năng lãnh đạo với bộ máy quản lý dân sự.
Ngày 19 tháng 9 năm 2004, sau một cuộc gặp bốn ngày với 198 thành viên Ban chấp hành Trung ương, Giang Trạch Dân đã từ chức Chủ tịch Quân uỷ Trung ương, vị trí cuối cùng trong Đảng của ông. Sáu tháng sau ông từ chức vụ cuối cùng, chủ tịch Quân ủy Trung ương (CMC). Điều này đã khiến trong nhiều tuần tiếp theo đã có những lời đồn rằng những người ủng hộ Hồ Cẩm Đào trong giới lãnh đạo Đảng Cộng sản đã gây sức ép buộc Giang Trạch Dân rút lui. Theo đúng quy định, Giang Trạch Dân chỉ hết nhiệm kỳ vào năm 2007. Hồ Cẩm Đào lên nắm chức chủ tịch CMC, nhưng, trong một thất bại chính trị rõ ràng của Giang Trạch Dân, Từ Tài Hậu, chứ không phải Tăng Khánh Hồng được chỉ định làm vị phó của Hồ Cẩm Đào. Cuộc chuyển tiếp quyền lực này chính thức đánh dấu sự kết thúc kỷ nguyên của Giang tại Trung Quốc, khoảng từ năm 1993 tới năm 2004.
Dù Giang ít khi xuất hiện trước công chúng từ sau khi từ bỏ chức vụ chính thức cuối cùng hồi năm 2004, ông đã xuất hiện cùng Hồ Cẩm Đào trong lễ kỷ niệm lần thứ 80 ngày thành lập Quân đội Giải phóng Nhân dân , và đi thăm Bảo tàng Quân đội của Cách mạng Nhân dân Trung Quốc với Lý Bằng, Chu Dung Cơ, và các quan chức cao cấp khác.

## Gia đình
Tháng 12 năm 1949 ông kết hôn với Vương Dã Bình, hai người có hai đứa con trai, con trưởng là Giang Miên Hằng, hiện giữ chức Phó Viện trưởng Viện khoa học Trung Quốc. Kiêm nhiệm Viện trưởng Phân Viện Thượng Hải, đồng thời còn đảm nhiệm chức giám đốc Công ty Trách nhiệm Hữu hạn Tập đoàn Xe điện Thượng Hải, giám đốc Công ty Trách nhiệm Hữu hạn Tập đoàn Liên lạc Viễn thông Thượng Hải, giám đốc Công ty Trách nhiệm Hữu hạn Tập đoàn Sân bay Thượng Hải, con thứ hai là Giang Miên Khang nhậm chức tại một Trung tâm Nghiên cứu ở Thượng Hải, đồng thời còn giữ chức Tổng giám đốc Công ty Trách nhiệm Hữu hạn Địa lý thành phố Thượng Hải.

## Qua đời
Giang Trạch Dân qua đời vào ngày 30 tháng 11 năm 2022 tại Thượng Hải, hưởng thọ 96 tuổi. Theo Tân Hoa Xã ông qua đời lúc 12:13 chiều vì bệnh bạch cầu và suy đa tạng.
Ngày 11 tháng 12 năm 2022, tro cốt của ông đã được rải xuống biển ở cửa sông Trường Giang theo nguyện vọng của ông và gia đình.

## Sơ lược lý lịch
- Năm 1937 - Nhập học trường Trung học Dương Châu.
- Năm 1943 - Nhập học trường Đại học Trung ương Nam Kinh.
- Tháng 10 năm 1945 - Chuyển hộ khẩu sang trường Đại học Giao thông Thượng Hải.
- Tháng 4 năm 1946 - Gia nhập Đảng Cộng sản Trung Quốc.
- Tháng 9 năm 1982 - Được bầu làm Ủy viên Trung ương Đảng tại đại hội Đảng lần 12.
- Tháng 6 năm 1983 - Nhậm chức Bộ trưởng Công nghiệp Điện tử.
- Tháng 6 năm 1985 - Nhậm chức Phó Thư ký Ủy ban Đảng thành phố Thượng Hải.
- Tháng 7 năm 1985 - Nhậm chức Thị trưởng Thượng Hải.
- Tháng 11 năm 1987 - Được bầu làm Bí thư thành ủy Thượng Hải. Ủy viên Cục Chính trị Trung ương Đảng tại đại hội toàn Đảng kỳ 1 khoá 13.
- Tháng 4 năm 1988 – Thôi giữ chức vụ Thị trưởng Thượng Hải.
- Tháng 6 năm 1989 - Được bầu làm Ủy viên Thường vụ Cục Chính trị Trung ương Đảng. Tổng thư ký Ủy ban Trung ương Đảng Cộng sản Trung Quốc tại đại hội toàn Đảng kỳ 4 khoá 13.
- Tháng 11 năm 1989 - Được bầu làm Chủ tịch Ủy viên Quân sự Trung ương Đảng Cộng sản Trung Quốc tại đại hội toàn Đảng kỳ 5 khoá 13.
- Tháng 3 năm 1990 - Được bầu làm Chủ tịch Ủy viên Quân sự nước Cộng hòa Nhân dân Trung Hoa tại hội nghị lần 3 đại hội Đại biểu Nhân dân toàn quốc kỳ 7.
- Tháng 3 năm 1993 - Được bầu làm Chủ tịch nước Cộng hòa Nhân dân Trung Hoa tại hội nghị lần 1 Đại biểu Nhân dân toàn quốc kỳ 8.
- Tháng 11 năm 1998 - Là vị Chủ tịch nước Trung Quốc đầu tiên viếng thăm Nhật Bản.
- Tháng 2 năm 2000 - Thâu tóm chính quyền Đảng Cộng sản Trung Quốc nhằm kết thúc cuộc đấu tranh giai cấp, là một trong 3 đại biểu đề xuất tư tưởng phủ định cuộc đấu tranh giai cấp vẫn còn đang tiếp diễn.
- Tháng 11 năm 2002 - Thôi giữ chức vụ Ủy viên Thường vụ Cục Chính trị. Tổng thư ký Đảng tại đại hội toàn Đảng kỳ 1 lần 16.
- Tháng 3 năm 2003 - Thôi giữ chức vụ Chủ tịch nước tại hội nghị lần 1 Đại biểu Nhân dân toàn quốc kỳ 10.
- Tháng 9 năm 2004 - Từ chức Chủ tịch Ủy viên Quân sự Trung ương Đảng tại đại hội toàn Đảng kỳ 4 lần 16.
- Tháng 3 năm 2005 - Từ chức Chủ tịch Ủy viên Quân sự Trung ương Quốc gia tại hội nghị lần 3 Đại biểu Nhân dân toàn quốc kỳ 10.